# Kanta Gupta
Chander Kanta Gupta FRSC (8 de outubro de 1938 – 27 de março de 2016) foi uma professora de matemática na Universidade de Manitoba, conhecida por sua pesquisa em álgebra abstrata e teoria dos grupos. Grande parte de sua pesquisa diz respeito à automorfismos em diferentes variedades de grupos.
Bacharel pela Universidade do estado de Jammu e Caxemira, mestre pela Universidade Muçulmana de Aligarh, outro mestrado na Universidade Nacional da Austrália, e um Ph. D. em 1967, a partir da Universidade Nacional da Austrália, sob a supervisão de Michael Frederick Newman. Ela foi eleita para a Royal Society do Canadá , em 1991, e premiada com o Prêmio Krieger–Nelson da Sociedade de Matemática do Canadá em 2000.
Seu marido, Narain Gupta (1936-2008) também foi um aluno da UNA, e um distinto professor de matemática na Universidade de Manitoba.